# IMT Smile
IMT Smile — словацький рок-гурт з Пряшева, заснований у 1992 році братами Іваном Таслером і Мирославом Таслером.

## Історія гурту
Назва гурту складається з ініціалів братів Таслерів. Згодом до них приєднався однокласник Мірова з консерваторії Петро Біч (гітара). Після кількох концертів і записаних пісень гурт розпався. Іван і Міро записали перше демо в 1993. Це були записи музичних гумористичних текстів Любомира Фельдека. Барабанщик Мартін Мігаш співпрацював у записі з Таслерами. Через кілька місяців Міро Таслер і Пітер Біч знову записали дві пісні Івана.
У 1994 Робо Григоров організував змагання RG-вершини, в якому переміг гурт «IMT Smile» з піснями «Pán v saku» і «Spím» zvíťazila". У наступні місяці гурт шукав свій стиль, граючи пісні в різних музичних жанрах, таких як рок, панк, а також реггі, група змінила назву з колишньої на «Epitath», пізніше — «Ruka», влітку 1995 — двічі на відкритому фестивалі «Marakaňa» в Пряшіві: один раз як «Ruka» і другий раз як «IMT Smile». На Rock FM Feste '95, «IMT Smile» виконав пісню «Poslali ma fundeloka» у складі: Іван і Міро Таслери, Мартін Мігаш, Петро Біч, Мартін Ткачік, Міро Борік, Марсела Квашякова, Яна Беднарчікова, Віра Коларова.
У січні 1996 гурт отримав пропозицію записати альбом від «Škvrna Records». Інша уродженка Пряшева, Катаріна Кнехтова, почала співати з гуртом в цей період. У червні гурт підписав контракт і записав пісні «Nepoznám» і «Balada» в студії «Relax». Під час запису з ними співпрацював Лако Лученіч. Пісня «Nepoznám» стала головним синглом майбутнього альбому, зайняла поважне місце в чартах і стала однією з найпопулярніших у словацькому радіо. В цьому ж році «IMT Smile» отримав нагороду «Objav roka» від Спілки авторів і художників у лютому 1997.
У лютому 1997 гурт «IMT Smile» спільно з гуртами «Prúdy» та «Olympic» взяв участь у спільному загальнонаціональному турі. 7 квітня «IMT Smile», створений Іваном Таслером, Міро Таслером, Петром Бічем, Мартіном Мігашем і Катаріною Кнехтовою, випустив свій дебютний альбом під назвою «Klik-klak», який супроводжувався ще одним синглом під назвою «Vrany».
У 1998 Катаріна Кнехтова і Мартін Мігаш вийшли з гурту, створивши новий колектив під назвою Peha. Барабанщиком групи був Мартін Валігора (грав з Річардом Мюллером, Янеком Ледецьким), а «IMT Smile» випустив ще один альбом під назвою «Valec» 26 жовтня, якому передував успішний сингл «Ľudia nie sú zlí». У січні один з найвідоміших хітів з цього альбому з назвою «Veselá pesnička» був переданий словацьким чартам і радіо. У 1999 «IMT Smile» закінчив розпочатий тур, отримав численні музичні нагороди, випустив перевидання альбому «Valec» під назвою «Valec Extra», після чого розпочав концертний тур Valec tour '99. У 2000 гурт «IMT Smile» випустив альбом «Nech sa páči», розпочавши ще два тури Nech sa páči та Gambrinus tour 2000, в наступному році під час запису альбому «01» гурт співпрацює з Річардом Мюллером і бере участь в концертному турі з ним.

## Учасники гурту
- Іван Таслер — вокал, гітара
- Міро Таслер — клавішні, вокал
- Маріо Гапа Гарбера — альт / сопран / тенор-саксофон, кларнет
- Лукаш «Коля» Колівошка — бас-гітара
- Іван Корманак — барабани
- Томаш Славік — гітара

## Дискографія

### CD
Студія:
- Klik-klak (1996)
- Valec (1998)
- Nech sa páči (2000)
- IMT Smile (2003)
- Exotica (2004)
- Niečo s nami je (2006)
- Hlava má sedem otvorov (2008)
- 2010: Odysea dva (2010)
- Rodina (2012)
- Na ceste 1979 (2015)

Концертні записи:
- Live (2007)
- 2010: Odysea Live (2010)
- Кошице-Братислава-Live! (2014)
- Східна (2018)

Вибране:
- Diamant (2005)
- Best of IMT Smile (2009)
- Universal Komplet Box (2013)
- Bestlove (2014)
- Acoustic Best (2015)
- hiSTORY (2016)

### DVD
- Letmý pohľad (2003)

## Нагороди
- 2019 — «Krištáľové krídlo» («Кришталеве крило») 2018 в номінації «Популярна музика»[3]